# Blåhäll
Blåhäll är ett mindre fiskeläge i Gotlands kommun i Gotlands län, beläget på Gotlands västkust cirka 15 km söder om centralorten Visby och känt sedan 1700-talet.
Den 27 november 1899 inköpte Arméförvaltningen det stora markområde som kom att bilda Tofta skjutfält, med vilket Blåhälls fiskeläge införlivades 1943. 
Redan tidigare började dock lägerbyggnader för Gotlands artilleriregemente att uppföras vid Blåhäll, 1901–1902 flyttades officers- och underofficerspaviljongerna samt vaktbyggnaderna som kommit att stå i vägen för skjutövningarna på klinten ovanför ned till Blåhäll. Samtidigt uppfördes två sommarstallar, en sjukpaviljon och en ammunitionsbod. 1908 uppfördes två lägerhyddor samt en matinrättning och 1909–1910 byggdes officerspaviljongen ut. Under första världskriget internerades besättningen ombord på SMS Albatross i lägret. Under andra världskriget skedde en omfattande utbyggnad av lägret som försågs med vatten och avlopp samt vatten och värme.
En så kallad sommarförläggning för värnpliktiga från A 7, I 18 och P 18 fanns under många år på denna plats. Ett 80-tal årskullar värnpliktiga genomgick här delar av sin utbildning. Förläggningen brändes 1984 och spåren av verksamheten är borta. På platsen för logementen (barackerna) finns nu en minnestavla och minnessten med inskription.
I området finns ett flertal fornminnen, såsom järnåldershusgrunder, enskilda gravrösen och gravfält. En fornborg vittnar om tidigare försvarsansträngningar.